# Breakthru
Breakthru (en español, Avanzar) es la sexta canción y segundo sencillo del disco The Miracle, realizado en 1989 por la banda de Rock británica Queen. El sencillo llegó al #7 en el Reino Unido.
La canción comienza con 30 segundos de voces lentas acompañadas de un piano, que es parte de una canción de Freddie Mercury nunca realizada llamada "When Love Breaks Up” que nace, para luego pasar a un rock veloz y alegre, que es Breakthru, escrita por Roger Taylor.
A esta canción le hizo los coros Spike Lee. Cabe destacar que el "riff" de bajo a cargo de John Deacon pretende transmitir la sensación del movimiento del tren.

## Video
En el video de la canción aparecen los miembros tocando la canción en un tren llamado "Miracle Express". En el minuto 3:40 del video, se notan en las muñecas de Freddie lesiones del Sarcoma de Kaposi, un síntoma del SIDA que ya se hacía evidente en el cantante. En el video también aparece la pareja de Roger Taylor, la modelo Debbie Leng. El video fue filmado en Nene Valley Railway cerca de Peterborough. 
- Datos: Q849262